# Большова, Валентина Анатольевна
Валенти́на Анато́льевна Большо́ва (в девичестве Масло́вская; 30 января 1937, Одесса — 21 мая 2023, Palafrugell) — советская легкоатлетка, специалистка по бегу на короткие дистанции и барьерному бегу. Выступала за сборную СССР по лёгкой атлетике в 1950-х и 1960-х годах, чемпионка Европы, многократная победительница и призёрка первенств всесоюзного значения, участница летних Олимпийских игр в Риме. Представляла Кишинёв и Вооружённые Силы. Мастер спорта СССР международного класса.

## Биография
Валентина Масловская родилась 30 января 1937 года в Одессе, Украинская ССР.
Занималась лёгкой атлетикой в Кишинёве под руководством своего отца Анатолия Александровича Масловского, представляла Молдавскую ССР, всесоюзное физкультурно-спортивное общество «Динамо», Советскую Армию.
Впервые заявила о себе на всесоюзном уровне в сезоне 1952 года, когда на чемпионате СССР в Ленинграде с динамовской командой выиграла серебряную медаль в эстафете 4 × 100 метров.
В 1958 году стала серебряной призёркой в беге на 100 метров на чемпионате СССР в Таллине, выступила в матчевой встрече со сборной США в Москве, одержала победу в эстафете 4 × 100 метров на чемпионате Европы в Стокгольме.
В 1959 году выиграла эстафету 4 × 100 метров в матчевой встрече со сборной США в Филадельфии.
На чемпионате СССР 1960 года в Москве взяла бронзу в беге на 100 и 200 метров. Благодаря этому удачному выступлению удостоилась права защищать честь Советского Союза на летних Олимпийских играх в Риме — здесь в дисциплине 200 метров остановилась на стадии полуфиналов, в то время как в эстафете стала в финале четвёртой. Также в этом сезоне с армейской командой победила в эстафете 4 × 100 метров на проводившемся отдельно чемпионате СССР по эстафетному бегу в Киеве.
В 1961 году выступила в матчевой встрече со сборной США в Москве, получила серебро на дистанции 200 метров на чемпионате СССР в Тбилиси.
В 1962 году выиграла серебряную медаль в 200-метровом беге на чемпионате СССР в Москве. На чемпионате Европы в Белграде финишировала пятой в дисциплине 200 метров, тогда как в эстафете 4 × 100 метров в финале советская команда была дисквалифицирована.
В 1965 году уже под фамилией Большова победила в беге на 100 метров с барьерами на чемпионате СССР в Алма-Ате.
На чемпионате СССР 1966 года в Днепропетровске трижды поднималась на пьедестал почёта: получила серебро в беге на 100 метров, бронзу в беге на 200 метров и золото в беге на 100 метров с барьерами. На чемпионате Европы в Будапеште вместе с соотечественницами завоевала бронзовую награду в эстафете 4 × 100 метров. На чемпионате СССР по эстафетному бегу в Ленинакане была второй в эстафетах 4 × 100 и 4 × 200 метров.
В 1967 году выиграла две золотые медали на Европейских легкоатлетических играх в помещении в Праге — в эстафетах 4 × 150 метров (4 × 1 круг) и 150+300+450+600 метров (1+2+3+4 круга). На чемпионате страны в рамках IV летней Спартакиады народов СССР в Москве победила в барьерном беге на 100 и 200 метров.
За выдающиеся спортивные достижения удостоена почётного звания «Мастер спорта СССР международного класса».
Была замужем за прыгуном в высоту Виктором Большовым, с которым познакомилась на римской Олимпиаде. Дочери Виктория (род. 1964) и Ольга (род. 1968). Ольга выступала за сборные СССР и Молдавии в прыжковых дисциплинах, принимала участие в четырёх Олимпийских играх. Зять Вадим Задойнов — так же успешный легкоатлет, участник трёх Олимпиад. Внучка Алёна Большова-Задойнова — известная молдавская и испанская теннисистка.
Умерла 21 мая 2023 года в Испании. Ранее считалось, что умерла в 2002 году.